# Beat H. Gähwiler
 (novembre 2021).
Pour les articles homonymes, voir Gähwiler.
Beat H. Gähwiler (né le 10 février 1940 à Zoug en Suisse) est un professeur émérite suisse de neurosciences à l'Institut de recherche sur le cerveau de l'Université de Zurich, en Suisse.

## Biographie
Gähwiler a étudié la physique et les mathématiques à l'Université de Fribourg, en Suisse. Il a obtenu son doctorat en 1969 et son habilitation en 1979, tous deux à l'Université de Bâle. Après trois ans en tant que stagiaire postdoctoral à l'Université de Californie à Berkeley, Gähwiler a rejoint Sandoz Pharmaceuticals en tant que responsable d'un laboratoire de recherche, tout en enseignant à l'Université de Bâle. En 1987, il a été nommé professeur de neurophysiologie à l'Institut de recherche sur le cerveau de l'Université de Zurich, où il a été directeur/co-directeur jusqu'en 2005. En 1996, Gähwiler a été nommé Professeur Invité Newton-Abraham à l'Université d'Oxford, ainsi que professorial fellow au Lincoln College. En outre, il a effectué des recherches au Département de pharmacologie de l'Université nationale australienne à Canberra, au Département de chirurgie neurologique de l'Université de Washington à Seattle et à l'Institut de biomédecine de l'Université de Séville.
Il était marié à l'archéologue Theres Gähwiler-Walder (1943-2012). Il a participé à plusieurs de ses études sur le terrain en Colombie.

## Apports scientifiques
Les recherches de Gähwiler se situent à l'interface de la neurophysiologie, de la neuromorphologie et de la neuropharmacologie. Pour étudier le tissu nerveux dans des conditions expérimentales bien contrôlées, il a établi la technique de culture en tranches organotypiques, par laquelle de fines tranches de tissu nerveux dérivées de n'importe quelle région du cerveau de jeunes rats ou souris peuvent être maintenues in vitro pendant plusieurs semaines à plusieurs mois. De nouvelles cultures cérébrales organoïdes tridimensionnelles s'appuient en partie sur des méthodologies développées avec des techniques de culture en tranches.
Gähwiler a étudié l'activité des réseaux dans trois zones cérébrales. Dans l'hypothalamus, ses recherches ont porté sur la caractérisation des interactions entre les tissus hypothalamiques et hypophysaires co-cultivés, sur l'identification de la chimiosensibilité des neurones hypothalamiques, et sur les mécanismes impliqués dans la génération de la rythmicité endogène.
Ses premiers travaux sur le cervelet ont été parmi les premières études pharmacologiques quantitatives utilisant des cultures de tissus du SNC. À l'aide de méthodes électrophysiologiques et microfluorométriques avancées, Gähwiler a pu identifier les types de récepteurs d'acides aminés sur les cellules de Purkinje et la nature des réponses des fibres grimpantes dans les co-cultures olivo-cérébelleuses.
Dans l'hippocampe, Gähwiler a apporté des contributions majeures dans les domaines des opioïdes, de l'acétylcholine, de l'épilepsie, des récepteurs d'acides aminés et de la plasticité synaptique. Les études sur les interactions cholinergiques dans l'hippocampe, réalisées en collaboration avec David Brown, étaient particulièrement intéressantes. Dans les co-cultures septo-hippocampiques, la stimulation des fibres cholinergiques a réduit les courants potassiques particuliers, fournissant ainsi la première description des courants postsynaptiques excitateurs lents cholinergiques dans le système nerveux central des mammifères. De plus, le groupe de Gähwiler a démontré que l'activation des récepteurs métabotropiques du glutamate induisait des effets simulant l'activation des fibres cholinergiques.
Les questions concernant l'origine et la propagation de l'activité épileptique dans l'hippocampe ont été d'un intérêt majeur pour Gähwiler. Avec Scott Thompson, il a étudié le rôle des transporteurs d'ions dans la modulation des synapses GABAergiques et caractérisé les récepteurs présynaptiques contrôlant la libération des neurotransmetteurs, mécanismes impliqués dans la génération de l'activité épileptiforme. Ils ont également réussi à développer un modèle in vitro d'épilepsie chronique qui leur a permis d'analyser les conséquences morphologiques et fonctionnelles d'une surexcitation à long terme.
Les réalisations de l'équipe de Gähwiler dans l'étude de divers aspects de la plasticité synaptique et du développement des réseaux neuronaux dans l'hippocampe sont particulièrement importantes. Dans des travaux pionniers, ils ont illustré le potentiel des cultures de tranches pour étudier les propriétés de la transmission synaptique et de la plasticité entre des paires de cellules couplées de manière monosynaptique,,. De plus, ils ont montré que l'activation continue des récepteurs AMPA est nécessaire pour maintenir la structure et la fonction des synapses glutamatergiques centrales alors que l'activation des récepteurs NMDA limite le nombre de connexions synaptiques au cours du développement hippocampique. De plus, une étude sur le développement a établi que les cellules souches sont générées dans des cultures de tranches d'hippocampe et s'intègrent normalement dans les circuits hippocampiques.

## Récompenses et honneurs
- 1970-1972 : Bourse de l'Académie suisse des sciences médicales Site officiel
- 1988 : Prix Robert Bing Site officiel de l'Académie suisse des sciences médicales Site officiel
- 1990 : Prix de la Fondation Doerenkamp/Zbinden
- 1996-1997 : Professeur invité Newton-Abraham à l'University of Oxford, Royaume-Uni
- 2001-2008 : Président de la Fondation Roche pour la Recherche, Basel, CH
- 2002 : Bruno Ceccarelli Lecture, Università San Raffaele, Milano, IT
- 2002 : Ragnar Granit Lecture, Institut Karolinska, Stockholm, SE
- 2002-2006 : Président, Conseil consultatif Biozentrum, Université de Bâle
- 2005 Paul Broca Lecture, Lille, FR Site officiel
- 2011 : Membre d'honneur de la Société Suisse de Neurosciences Site officiel
- 2014 : Membre honoraire de l'Académie suisse des sciences médicales Site officiel